# Dynamite (singel Taio Cruza)
"Dynamite" – dance/popowa piosenka stworzona przez Maxa Martina i wyprodukowana przez Dr. Luke’a na drugi studyjny album angielskiego artysty Taio Cruza Rokstarr (2009). 30 maja 2010 roku utwór został wydany jako czwarty singiel z tej płyty.
W Wielkiej Brytanii singiel został wydany jako pierwszy ze składanki Cruza The Rokstarr Collection. Zajął pierwsze miejsca na UK Singles Chart, Canadian Hot 100, Billboard Hot 100 a także w innych państwach tj. Belgia, Irlandia, Australia i Nowa Zelandia.
Taio Cruz po raz pierwszy wykonał ten utwór na żywo 9 czerwca 2010 roku. Później prezentował go w takich programach jak m.in. America’s Got Talent czy Taniec z gwiazdami. W 2011 roku China Anne McClain wykonała cover tej piosenki, która znalazła się w ścieżce dźwiękowej do nowego serialu Disneya Nadzdolni

## Lista utworów
- UK CD1 / Digital Download

1. "Dynamite" - 3:24
2. "Dynamite" (Ralphi Rosario Club Remix) – 8:03
3. "Dynamite" (Mixin Marc Club Remix) – 5:34
4. "Dynamite" (Stonebridge Club Remix) – 7:20

- UK CD2

1. "Dynamite" - 3:24
2. "Dynamite" (Mixin Marc Radio Mix) – 3:34

## Pozycje pod koniec roku
| Lista (2010)                             | Najwyższa pozycja |
| ---------------------------------------- | ----------------- |
| Australian Singles Chart                 | 1                 |
| Belgian Singles Chart (Flanders)         | 6                 |
| Belgian Singles Chart (Wallonia)         | 1                 |
| Dutch Singles Chart                      | 3                 |
| European Hot 100 Singles                 | 3                 |
| Canadian Hot 100                         | 1                 |
| Germany (Media Control AG)               | 3                 |
| Polska (Polish Airplay Charts)           | 5                 |
| UK Singles (The Official Charts Company) | 1                 |
| U.S. Billboard Hot 100                   | 2                 |
| U.S. Billboard Hot Dance Club Play       | 15                |

## Certyfikaty
| Miasto            | Certyfikat |
| ----------------- | ---------- |
| Australia         | 5× platyna |
| Austria           | 1x złoto   |
| Dania             | 1x złoto   |
| Niemcy            | 1x złoto   |
| Nowa Zelandia     | 1x platyna |
| Szwecja           | 1x platyna |
| Szwajcaria        | 1 x złoto  |
| Stany Zjednoczone | 5x platyna |